# Ophiocordyceps stylophora
Ophiocordyceps stylophora (Berk. & Broome) G.H. Sung, J.M. Sung, Hywel-Jones & Spatafora – gatunek grzybów z rodziny Ophiocordycipitaceae. Jest pasożytem owadów.

## Systematyka i nazewnictwo
Pozycja w klasyfikacji według Index Fungorum: Ophiocordyceps, Ophiocordycipitaceae, Hypocreales, Hypocreomycetidae, Sordariomycetes, Pezizomycotina, Ascomycota, Fungi.
Po raz pierwszy opisali go w 1857 r. Miles Joseph Berkeley i Christopher Edmund Broome, nadając mu nazwę Cordyceps stylophora. Obecną nazwę nadali mu G.H. Sung, J.M. Sung, Hywel-Jones i J.W. Spatafora w 2007 r.

## Morfologia i tryb życia
Pasożytuje na larwach owadów żerujących w drewnie. Tworzy na ich ciałach podkładki częściowo zagłębione w drewnie. Mają długość (0,7)1,5–4,5 cm, są proste lub czasem podwójne, cylindryczno-wydłużone, lekko zakrzywione. Składają się z trzonu, wyraźnej, płodnej części środkowej i części wierzchołkowej. Część wierzchołkowa ma długość do 6 mm i grubość około 2 mm. Środkowa, płodna część, położona prawie pośrodku podkładki, jest cylindryczna lub wrzecionowata, otacza trzon, jest napęczniała, w stanie wilgotnym gładka, w stanie suchym wzdłużnie bruzdowana, drobno brodawkowata, usiana ciemnymi ostiolami o barwie ochrowo płowej, brązowej, ciemnobrązowej lub cynamonowej. Mają one długie, spiczaste i sterylne wyrostki wierzchołkowe. W części tej tworzą się płciowe owocniki typu perytecjum. Trzon ma wymiary 0,5-2,5 × 0,5–2 mm, jest w przybliżeniu cylindryczny, delikatnie owłosiony, popielatobrązowy, prawie tak długi, jak część wierzchołkowa.
Perytecja o wymiarach 240–420 × 144–240 µm, całkowicie zanurzone w podkładce, wąsko elipsoidalne do jajowatych, ściśle upakowane, całkowicie zanurzone pod kątem prostym do powierzchni. Ich ściana ma grubość do 35 µm. Zbudowane jest z warstwy podłużnych, zwartych, brązowych strzępek, ciągnących się do zewnętrznych strzępek trzonu. W perytecjach powstają nitkowate, wrzecionowato-cylindryczne do nieco wrzecionowatych, lekko zwężające się na końcach askospory o wymiarach 64–183(225) x 2–3,5 μm. Są podzielone wieloma septami na walcowate komórki o długości do 12–20 μm.
Grzyb tworzy także bezpłciowe konidiomy typu synnema. Mają długość do 4,5 cm, średnicę 0,2–1 mm, są szydłowate, brązowe i wytwarzają fialidy. Zwykle powstają wcześniej niż owocniki płciowe, czasem powstają na gałęziach podkładek. Tworzą się na nich szkliste, spiczaste metule o długości 8–12 µm. Tworzą się na nich szkliste zarodniki konidialne o kształcie od jajowatego do wrzecionowatego i wymiarach 5-8 × 2,5-4 µm. Pokryte są cienką warstewką śluzu.
Ophiocordyceps stylophora wykazuje dużą zmienność cech morfologicznych i anatomicznych. Charakterystycną cechą jest ciągłość strzępek części płodnej z podłużnymi strzępkami zewnętrznymi trzonu. Perytecja prawdopodobnie powstają w podłużnych strzępkach podkładki. Szyjka perytecjów przechodzi przez zewnętrzną warstwę perydium, a przestrzenie między perytecjami pokryte są luźno splątanymi strzępkami. Rozwój podkładek jest również niezwykły, ponieważ tworzą się one późnym latem, ale dojrzewają dopiero następnej wiosny.

## Występowanie i siedlisko
Znane jest występowanie Ophiocordyceps stylophora w Ameryce Północnej, Europie i Japonii. W Europie jest to gatunek rzadki. W Polsce po raz pierwszy stwierdzono jego występowanie w 2011 r., a w następnych czterech latach znaleziono jeszcze 33 okazy na 23 stanowiskach.
Grzyb entomopatogeniczny rozwijający się na larwach chrząszczy z rodziny Cerambycidae, Elateridae, Scarabaeidae i Chrysomelidae.